# Rain of Revolution
Rain of Revolution é uma canção da banda Fusedmarc. Eles irão representar a Lituânia no Festival Eurovisão da Canção 2017.